# Раставецкий, Эдвард
Барон Эдвард Раставецкий (пол. Edward Rastawiecki; 2 октября 1805, Nowosiółki, Люблинское воеводство — 23 февраля 1874, Варшава) — польский коллекционер, искусствовед, дворянин, барон, представитель рода Раставецких. Член Императорского общества истории и древностей российских.

## Биография
Потомок польской аристократической семьи, родился в усадьбе Новоселки. Сын барона Людвиг-Николай-Адам Андреевича Раставецкого и Терезы Краевской из Краево. Окончил Варшавский лицей и административный факультет Варшавского университета. Работал в Национальном банке Польши. Позже — в банке «Towarzystwo Kredytowe Ziemskie». В 1834 году, занимал пост советника Главного управления Общества земельного кредита в Королевстве Польском Люблинского воеводства. Поддерживал развитие польской археологии, финансируя археологические работы в Королевстве Польском. С 1846 года — член Императорского общества истории и древностей Российских, с 1850 года — Научного общества в Кракове
Активно работал в Обществе поощрения изящных искусств. С 1858 года, член Сельскохозяйственного общества в Царстве Польском. В 1860—1866 годах занимал пост вице-президента, а в 1868 году стал бессменным и почетным членом Общества.
Путешествовал по Европе для изучения польской истории. Во время путешествий по Польше, собрал коллекцию произведений искусства (монеты и картины). Коллекции были приобретены Северином Мельжиньским, который подарил их Познанскому обществe друзей наук и Археологическому бюро Ягеллонского университета. Публиковал статьи по истории искусств в журнале Варшавской библиотеке
Жена — Леония Накваска (1818—1886). Детей не было. Скончался в своем особняке на улице Мазовецкой в Варшаве. Похоронен на кладбище Старые Повонзки (участок 3-5-4).

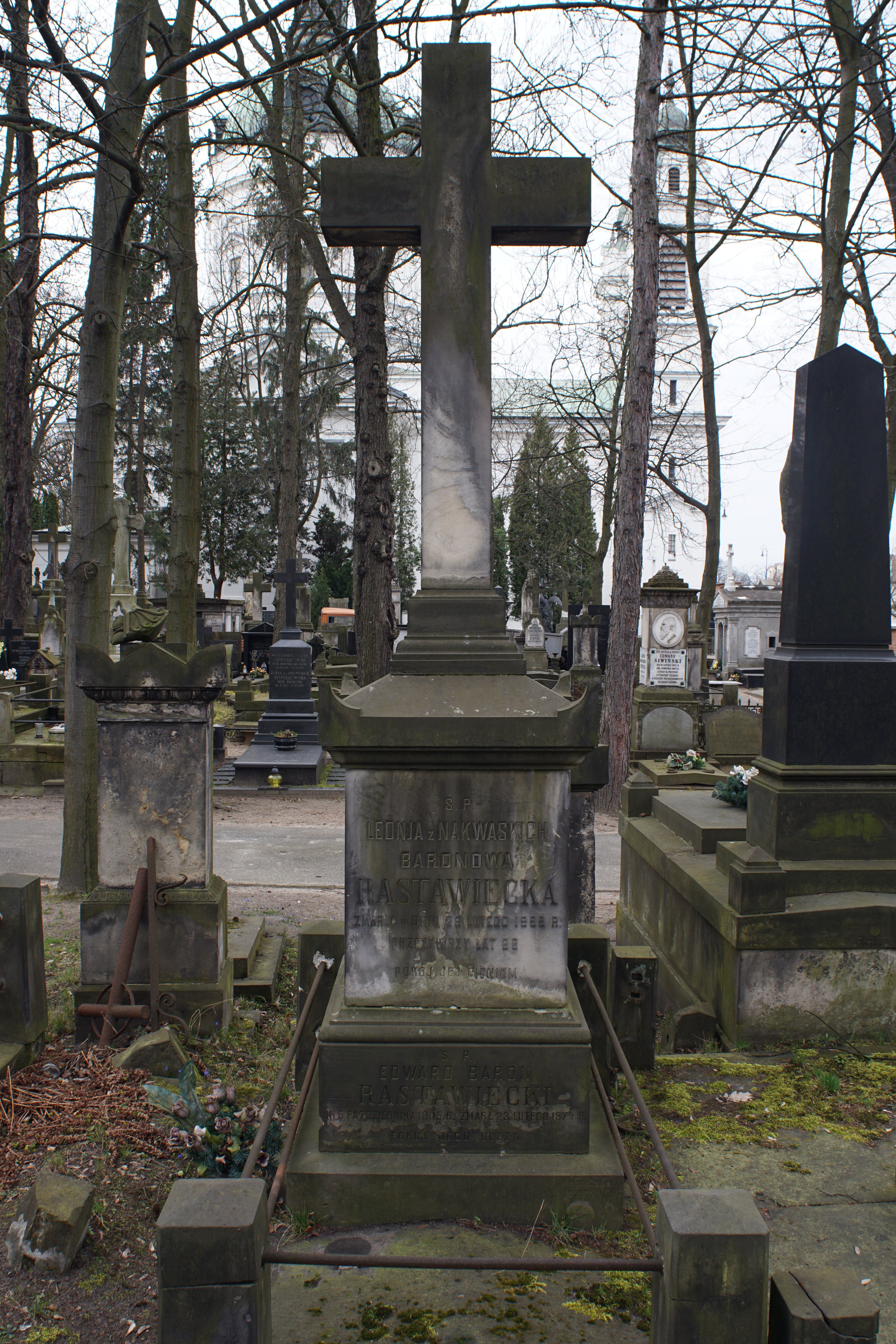
Надгробие Эдварда Раставецкиго на кладбище Старые Повонзки

### Избранная библиография
- Картография Старой Польши (1846)[2];
- Словарь польских художников и иностранных художников, временно поселившихся или оставшихся в Польше, т. 1-3, 1850—1857[3];
- Словарь польских граверов (1886)
- Образцы средневекового искусства и искусства эпохи Возрождения в старой Польше (1853—1858)